# SG 2000 Mülheim-Kärlich
Maillots
Dernière mise à jour : 26 avril 2011.
La SG 2000 Mülheim-Kärlich est une communauté sportive allemand localisée à Mülheim-Kärlich, une ville de l'Arrondissement de Mayen-Coblence à l'Ouest de Coblence, au Nord de la Rhénanie-Palatinat.
Elle est constituée depuis 2000 par les clubs du SSV 1921 Mülheim-Kärlich et du SSV Urmitz-Bahnhof.

## Histoire (football)

ancien logo du SSV 1921 Mülheim

Logo du SSV 1921 Mülheim-Kärlich

Le club fut fondé en 1921 sous l’appellation de SSV 1921 Mülheim.
En 1967, le club remporta la Amateurliga Rheinland et fut promu en Regionalliga Südwest, une ligue à cette époque située au 2e niveau de la hiérarchie. Il redescendit après une saison. De nouveau champion en 1969, le cercle échoua à décrocher la promotion lors du tour final.
En 1992, le SSV 1921 Mülheim fusionna avec le FC Kärlich pour former le SSV 1921 Mülheim-Kärlich
Depuis 2000, le SSV 1921 Mülheim¨-Kärlich forme une communauté sportive avec le SSV Urmitz-Bahnhof pour jouer sous le nom de Spielgemeinschaft 2000 Mülheim-Kärlich ou SG 2000 Mülheim-Kärlich.
En 2010-2011, la SG Mülheim-Kärlich évolue Rheinlandliga, soit au 6e niveau de la hiérarchie de la DFB.